# Power of Love
Power of Love (estilizado como POWER of LOVE) é um single de Hironobu Kageyama. Foi lançado em 21 de setembro de 1998 pela Ayers e possui quatro faixas.

## Produção
O single possui duas músicas. Ambas produzidas para o anime Future GPX Cyber Formula SIN, sendo "POWER of LOVE" o encerramento, e "Soul of Rebirth ~Jidai no Kodou ni Nare~" a segunda abertura.
"POWER of LOVE" foi composta por M Rie, nome artístico de Rie Miyajima, que trabalhou nas trilhas de inúmeros animes. Ela e a letrista Karen Shiina também já trabalharam com a cantora Yui Horie.
A relação de Kageyama com a franquia se expandiu para sua banda LAZY, que foi encarregada de duas canções para o mesmo anime, ambas inclusas em seu álbum de reunião, Happy Time.

## Legado
"POWER of LOVE" dá nome a dois álbuns da trilha sonora da franquia: Future Grand Prix CYBER FORMULA SIN Original Soundtrack Vol.1 POWER e Future Grand Prix CYBER FORMULA SIN Original Soundtrack Vol.2 LOVE.

## Recepção
O site NetLab, da ITMedia, organizou um ranking das melhores músicas de Kageyama por votação popular, e "POWER of LOVE" ficou na 17ª colocação.

## Faixas
| N.º            | Título                                                       | Letras         | Música          | Arranjo        | Duração |  |
| 1.             | "POWER of LOVE"                                              | Karen Shiina   | M Rie           | Kenichi Sudo   | 5:16    |  |
| 2.             | "Soul of Rebirth ~Jidai no Kodou ni Nare~"                   | Yoko Netsu     | Masashi Chizawa | K. Sudo        | 3:39    |  |
| 3.             | "POWER of LOVE Off Vocal Version"                            | instrumental   | M Rie           | K. Sudo        | 5:16    |  |
| 4.             | "Soul of Rebirth ~Jidai no Kodou ni Nare~ Off Vocal Version" | instrumental   | M. Chizawa      | K. Sudo        | 3:37    |  |
| Duração total: | Duração total:                                               | Duração total: | Duração total:  | Duração total: | 17:48   |  |